# Tatjana Trietjakowa
Tatjana  Pietrowna Trietjakowa z domu Poniajewa (ros. Татьяна Петровна Третьякова z domu Поняева, ur. 13 grudnia 1946) – radziecka siatkarka. Dwukrotna medalistka olimpijska.
W reprezentacji Związku Radzieckiego grała od roku 1968 do 1974. Oprócz dwóch medali igrzysk olimpijskich - złota zarówno w 1968, jak i w 1972 - sięgnęła po złoto (1970) i srebro (1974) mistrzostw świata. Dwukrotnie zostawała mistrzynią Europy (1967, 1971). W rozgrywkach krajowych grała w latach 1965–1972 w CSKA, w 1972 została zawodniczką Dinamo. Z moskiewskimi zespołami była mistrzynią ZSRR w latach 1965, 1966, 1967, 1968, 1969, 1973, 1975, 1977. W 1966, 1967, 1974, 1975, 1977 triumfowała w Pucharze Europy.